# Rîjavka, Babanka
Rîjavka (în ucraineană Рижавка) este o comună în raionul Babanka, regiunea Cerkasî, Ucraina, formată numai din satul de reședință.

## Demografie
Componența lingvistică a comunei Rîjavka
     Ucraineană (97,07%)
     Rusă (1,56%)
     Română (1,17%)
     Alte limbi (0,1%)
Conform recensământului din 2001, majoritatea populației comunei Rîjavka era vorbitoare de ucraineană (97,07%), existând în minoritate și vorbitori de rusă (1,56%) și română (1,17%).